# Stora Källebergsvattnet
Stora Källebergsvattnet är en sjö i Uddevalla kommun i Bohuslän och ingår i Bäveåns huvudavrinningsområde. Sjön är 8,5 meter djup, har en yta på 0,0716 kvadratkilometer och befinner sig 79,2 meter över havet.

## Delavrinningsområde
Stora Källebergsvattnet ingår i det delavrinningsområde (646655-128490) som SMHI kallar för Utloppet av Öresjö. Medelhöjden är 90 meter över havet och ytan är 49,36 kvadratkilometer. Det finns ett avrinningsområde uppströms, och räknas det in blir den ackumulerade arean 71,87 kvadratkilometer. Avrinningsområdets utflöde Bäveån (Risån) mynnar i havet. Avrinningsområdet består mestadels av skog (58 %). Avrinningsområdet har 10,58 kvadratkilometer vattenytor vilket ger det en sjöprocent på 21,4 %. Bebyggelsen i området täcker en yta av 0,91 kvadratkilometer eller 2 % av avrinningsområdet.